# 327030 Alanmaclure
327030 Alanmaclure è un asteroide della fascia principale. Scoperto nel 2004, presenta un'orbita caratterizzata da un semiasse maggiore pari a 2,7908638 UA e da un'eccentricità di 0,0593930, inclinata di 11,72632° rispetto all'eclittica.